# 1804 aux échecs
| Années des échecs : 1801 - 1802 - 1803 - 1804 - 1805 - 1806 - 1807    |
| Décennies des échecs : 1770 - 1780 - 1790 - 1800 - 1810 - 1820 - 1830 |

Cet article présente les faits marquants de l'année 1804 aux échecs.

## Divers
- Freidrich Wilhelm von Mauvillon, soldat néerlandais stationné à Bréda, joue la première partie par correspondance certifiée contre un autre soldat, stationné à La Haye[1].
- Napoléon Ier joue plusieurs parties contre le Turc mécanique, automate supposé jouer tout seul. Il perd toutes ses parties[2].
- Publication de An Introduction to the History and Study of Chess par Thomas Pruen[1].
- Julius Casar publie Berliner Almanach für Karten Schach[1].

## Naissances
- 5 mai : Auguste d'Orville, problémiste, pionnier dans la composition des problèmes[1].
- 23 septembre : James Thompson (en), membre fondateur du New York Chess club en 1839[1].

## Nécrologie
- Verdoni, fort joueur et collaborateur de Philidor[1].
- 26 mars : Wolfgang von Kempelen, créateur du Turc mécanique[1].